# Zeng Gong
Zeng Gong (1019-1083, en xinès tradicional: 曾鞏; en xinès simplificat: 曾巩; en pinyin: Céng Gǒng), nom de cortesia Zigu 子固, va ser un erudit, acadèmic, historiador i pensador de l'art de la governança de la dinastia Song. Defensor del Moviment de la Nova Prosa Clàssica (xinguwendong, 新古文運動) s'inclou com un dels Vuit Grans Mestres de la Prosa Xinesa de les dinasties Tang i Song.

## Biografia
Zeng Gong va néixer el 1019 a Jianchang (actual Fuzhou, Jiangxi) i va morir el 1083 a Jiangning, (província de Jiangsu).
El 1037 la família Zeng va traslladar-se a Yushan (玉山县, Shangrao, Jiangxi) on el pare de Zeng Gong va ser nomenat magistrat.
Quan tenia 20 anys va viatjar per tot el país i amb la recomanació de Ouyang Xiu va conèixer a Wang Anshi.
El 1057 va assolir el grau de "jinshi - 中進", alhora amb els seus germans Zeng Mo i Zeng Bu i amb el seu cosí Zeng Fuyi. Amb aquesta formació va obtenir una feina a un lloc militar, i el 1508 va ser cridat a la capital on va treballar en el Departament d'Història classificant i dibuixant documents. A partir de 1069 va ser el cap en diferents zones, com Qizhou, Xiangzhou, Hongzhou, Fuzhou, Mingzhou i Haozhou.
El 1080 va ser rebut per l'emperador Shenzong que li va oferir quedar-se a la capital i treballar en " La Història del període de les Cinc Dinasties i Deu Regnes" (907-969).

## Obra literària
Segons alguns historiadors Zeng als 13 anys va escriure "Liulun - 六论" (Sis arguments), obra que va merèixer els elogis d'Oyuang Xiu un dels intel·lectuals de més prestigi de l'època, fet que va permetre a Zeng introduir-se en els cercles literàris.
A Zeng se'l considera com al deixeble més important d'Ouyang.
Durant la seva estada a Yushan  va escriure "You Xinzhou Yushan Xiaoyan Ji (游信州玉山小岩记)", on descriu el paisatge i la geografia de la zona amb descripcions imaginatives i plenes de talent literari.
Com a escriptor va escriure més de 400 poemes i un gran nombre d'obres d'assaig. En temes de filosofia política va ser seguidor d'Ouyang, amb una prosa principalment discursiva i en menys grau argumentativa. Entre els seus escrits també destaca la redacció de 50 capítols a "Yuanfeng Leigao 元丰类稿", 40 a "Xu Yuanfeng Leigao 续元丰类稿" i 30 capítols a " Longping Ji (隆平集".

## Subhasta

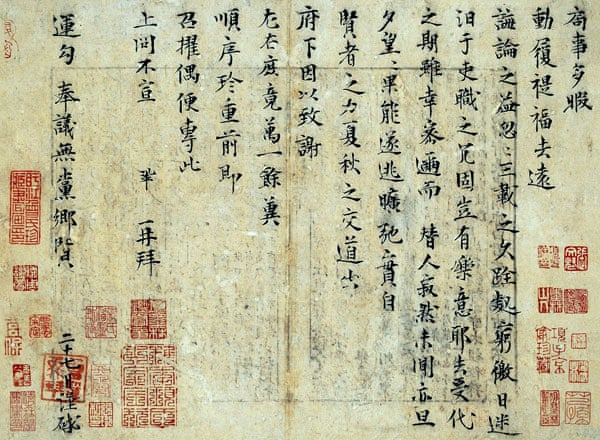
Carta escrita per Zeng Gong enviada a un amic. Aquest document es va vendre el 2016 per més de trenta milions de dòlars americans (Font: The Guardian).

El 15 de maig de 2016 l'empresari xinès del sector de les comunicacions Wang Zhonjun (Huayi Brothers Media Corp.) i col·leccionista d'art, va adquirir en una subhasta a Pequín (China Guardian Auction) una carta de la dinastia Song, per 207 milions de yuan (28 milions d'euros).
La carta amb el títol "Ju shi tie" amb un total de 124 caràcters va ser escrita per Zeng Gong el 27 de setembre de 1080 i en el text dona gràcies a un amic pel suport rebut i comenta la insatisfacció en no poder posar en pràctica les seves idees polítiques en l'estada a la Cort Imperial.

## Vuit Grans Mestres de la prosa xinesa
Zeng forma part del grup dels Vuit Grans Mestres de la prosa xinesa que inclou aquest literats:
| NOM                | DATES     | DINASTIA |
| ------------------ | --------- | -------- |
| Han Yu             | 768-824   | Tang     |
| Liu Zongyuan       | 773-819   | Tang     |
| Ouyang Xiu         | 1007-1072 | Song     |
| Su Xun             | 1009-1066 | Song     |
| Su Shi (Su Dongpo) | 1039-1112 | Song     |
| Su Zhe             | 1039-1112 | Song     |
| Wang Anshi         | 1021-1086 | Song     |
| Zeng Gong          | 1019-1083 | Song     |